# Class 24
De Class 24, ook bekend als Sulzer Type 2, is een serie Britse diesellocomotieven die gebouwd is tussen 1958 en 1961. British Rail bouwde de serie in de eigen werkplaatsen te Crewe, Derby en Darlington, de eerste twintig werden gebouwd in het kader van 
het British Rail 1955 Modernisation Plan. De serie vormde de basis voor de ontwikkeling van de Class 25. Het laatste exemplaar, nr. 24081, werd in 1980 uitgerangeerd in Crewe.

## Techniek

### Motor
De hoofdmotor voor de Class 24 was de Sulzer 6LDA28 6-cilinder diesel. De motor beschikte over brandstofinspuiting, een turbocharger en een cilinderdoorsnee van 28 cm. Dit was in feite een van de plank gekochte motor met aangepaste lagers en wat kleine veranderingen. Dezelfde motor werd door de Ierse Spoorwegen toegepast in haar Class 101.

### Overbrenging
De dieselmotor dreef zelf, een eveneens standaard, generator, de British Thomson-Houston (BTH) RTB15656, aan. Deze had in de Class 24 een vermogen van 735 kW bij 750/525 V en 980/1400 A bij 750 toeren. De tractiemotoren, van het type 137BY, werden eveneens geleverd door BTH. Per as was 222 pk beschikbaar bij 525 V, 350 A  en 560 toeren, met een overbrenging van 16:81 werd de as aangedreven. Het geheel werd gekoeld met een 12,2 pk elektrische ventilator van AEI. 